# 绥德路
绥德路是中華人民共和國上海市普陀區的一條道路，位於桃浦鎮的中以创业园区附近，全長600米，道路两侧种植有200多株栾树。道路於1988年被命名為綏德路，道路名稱來自於陝西省榆林市綏德縣。2007年8月4日，一名57歲男子上班途中在有齊胸深的積水的綏德路地道摔倒，不幸溺亡。2020年，綏德路被評為林蔭道。